# Relações internacionais de Cuba

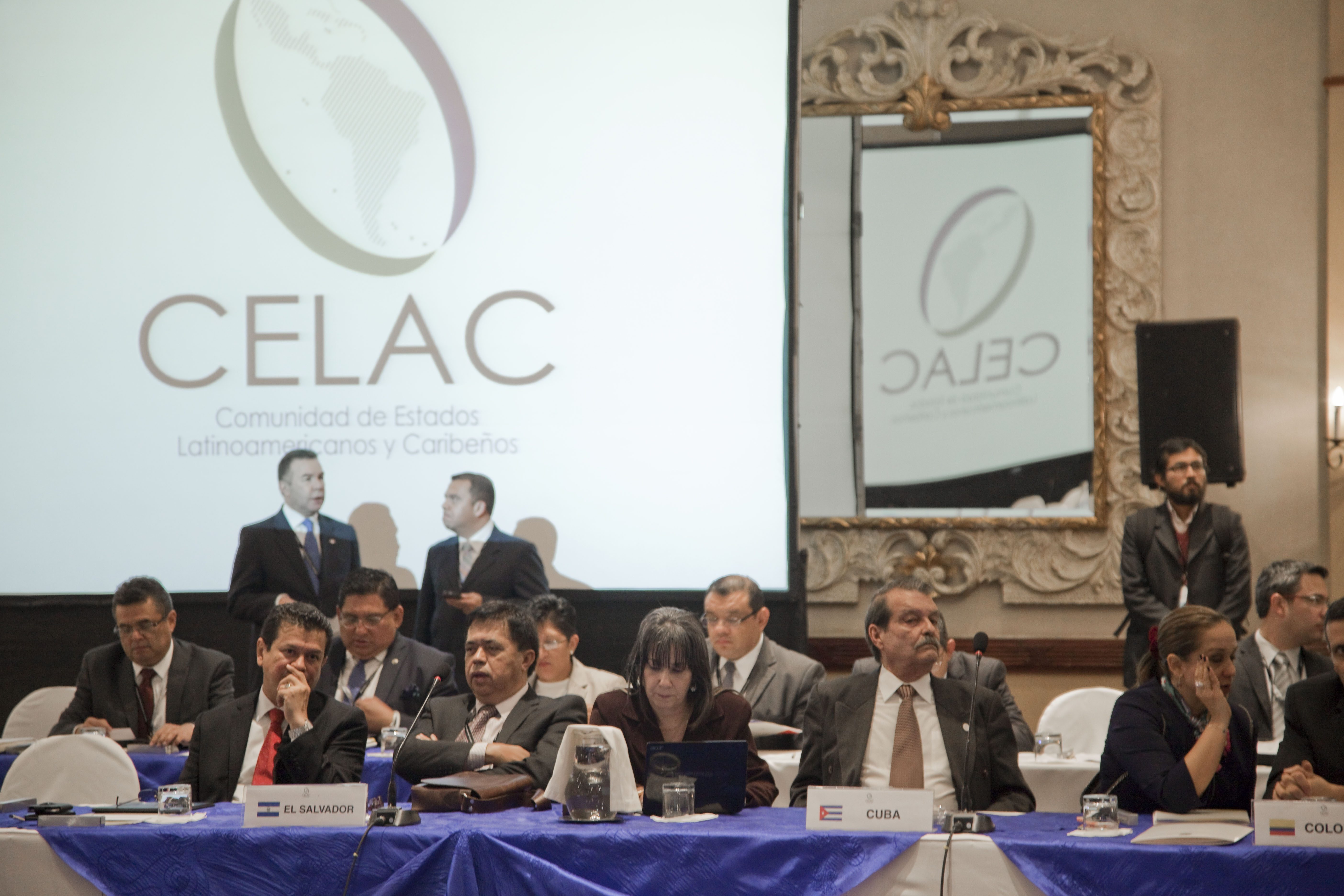
Quito, Equador. 5 de maio de 2015. Inauguração da VIII Reunião de Chanceleres e XII Reunião de Coordenadores Nacionais da Comunidade de Estados Latino-Americanos e Caribenhos (CELAC). O chanceler Ricardo Patiño Aroca inicia a reunião em nome da presidência pro tempore da entidade. Carlos Pozo Albán / Ministério das Relações Exteriores do Equador.

A política internacional de Cuba deixou de ser ambiciosa e passou a ter baixo porte como resultado das dificuldades econômicas enfrentadas pelo país após o colapso do bloco soviético. Sem os maciços subsídios do seu então principal parceiro comercial, a União Soviética, Cuba foi relativamente isolada na década de 1990, mas desde então entrou em um processo de cooperação bilateral com vários países sul-americanos, principalmente Venezuela e Bolívia. Os Estados Unidos continuam com o embargo "enquanto o país continuar se recusando a se mover em direção à democratização e ao maior respeito pelos direitos humanos", enquanto a União Europeia acusa Cuba de "contínua violação flagrante dos direitos humanos e das liberdades fundamentais". Cuba tem desenvolvido uma relação crescente com a República Popular da China e a Rússia. Ao todo, Cuba continua a ter relações formais com 160 nações e fornece os trabalhadores civis de assistência - principalmente médicos - para mais de 20 países. Mais de dois milhões de exilados cubanos fugiram para países estrangeiros. O atual ministro do exterior de Cuba é Bruno Rodríguez Parrilla.
Cuba é hoje um país líder no Conselho de Direitos Humanos das Nações Unidas, é membro fundador da organização antiestadunidense conhecida como Aliança Bolivariana para as Américas, um membro da Associação Latino-Americana de Integração e da Organização das Nações Unidas. Cuba é um membro do Movimento dos Países Não-Alinhados e organizou a sua cúpula de setembro 2006. Além disso, como membro da Associação dos Estados do Caribe (AEC), Cuba foi reconduzida como presidente da comissão especial sobre questões de transporte para a região do Caribe. Após uma reunião realizada em novembro de 2004, vários líderes da América do Sul têm tentado fazer de Cuba seja membro pleno ou associado do bloco comercial sul-americano, conhecido como Mercosul.

## Relações com os Estados Unidos
Em 15 de abril de 1959, o governo cubano adotou sua primeira reforma agrária, estabelecendo um limite ao tamanho das propriedades rurais privadas e desapropriando o excedente, que estava 90% nas mãos de grupos americanos. O governo ofereceu em pagamento pelas terras desapropriadas o mesmo valor usado para a cobrança do imposto territorial rural das propriedades. A primeira propriedade rural a ser desapropriada foi, simbolicamente, a propriedade da família de Castro - com quatorze mil hectares de terra, chamada Macanas - localizada próximo ao povoado de Birán, Mayarí, na fértil região da antiga província do Oriente (hoje província de Holguín); a sua mãe, a agora ex-latifundiária Lina Ruz, foi viver para o México.
Em janeiro de 1960 Cuba desapropriou 28.328 hectares de terras pertencentes a usinas açucareiras americanas, que incluíam 14.164 ha de pastos e florestas de propriedade da United Fruit Company; a United Fruit ainda continuaria detendo outros 95.100 ha de terras férteis em Cuba. Em 1901, durante a ocupação militar de Cuba pelos Estados Unidos, a United Fruit adquirira 81000 ha de terras de fazendeiros cubanos endividados, na região cubana de Oriente - a mais fértil da ilha - ao preço de US$ 2,47 o hectare.
Em 6 de junho de 1960, Cuba solicitou a duas refinarias de petróleo norte-americanas - Texaco e Esso - e uma neerlandesa, Shell, que refinassem uma partida de óleo importada da Rússia. As três companhias se recusaram a refinar o petróleo russo. Em 28 de junho Cuba nacionalizou as três refinarias.
Em 5 de julho, Cuba determina a nacionalização de todos os negócios e propriedades comerciais americanas. Em 6 de julho o presidente Eisenhower retaliou, com autorização do congresso americano, e reduziu em 700.000 toneladas a quota de importação de açúcar cubano pelos EUA.
Esses conflitos marcaram o início de uma relação diplomática conflituosa entre os Estados Unidos e Cuba, perdura até os dias de hoje, como fica visível nos discursos anti-americanos de Fidel Castro e nas posições diplomáticas dos EUA, que mantêm sanções econômicas à ilha, as quais foram condenadas por 15 vezes pela Assembleia Geral das Nações Unidas. A última resolução da Organização das Nações Unidas, aprovada dia 8 de novembro de 2006, por 183 votos a favor, quatro contra (Israel, Ilhas Marshall, Palau e Estados Unidos) e uma abstenção (Micronésia) "reiterou os apelos da Assembleia Geral das Nações Unidas para que todos os Estados se abstenham de promulgar e aplicar leis e medidas não conformes com suas obrigações de defender a liberdade do comércio e da navegação.".
As políticas propostas por Eisenhower e Nixon em relação a Cuba, aliadas às desapropriações dos 14164 ha das terras mais férteis da ilha, que estavam em mãos da United Fruit Company, (hoje Chiquita Brands International), dos bens dos mafiosos norte-americanos que, associados a Fulgêncio Batista, exploravam os casinos e a prostituição - inclusive infantil - em Cuba, e a desapropriação de várias outras propriedades de empresas dos EUA - fatos que se somaram à recusa das refinarias de petróleo norte-americanas em refinar o petróleo russo, forçando sua ocupação militar para evitar o total colapso da economia cubana, e sua posterior desapropriação - acabaram resultando em relações tensas, entre Cuba e os EUA.
Houve frequentes episódios de confronto aberto, que resultaram afinal no rompimento de relações diplomáticas, em 3 de janeiro de 1961. O rompimento se deveu a incidentes que incluíram desde os bombardeios da ilha por aviões piratas norte-americanos decolando da Flórida para incendiar canaviais cubanos, até uma desastrada tentativa de invasão da ilha, autorizada por John Kennedy e organizada pela CIA, sob o codinome de "operação Magusto", com a colaboração da Máfia, no episódio que ficou mais conhecido como a "invasão da Baía dos Porcos" (denominada Operação Mongoose, nos planos quasi-terroristas dos militares norte-americanos) ou a Operação Northwoods, de 1962. (Ver também Crise dos mísseis de Cuba).

## Relações com organizações multilaterais
Em 1962, Cuba foi expulsa da Organização dos Estados Americanos, que passou a apoiar o embargo econômico. Todavia, o país já fez vários acordos, com cinco países (Espanha, França, Suíça, Reino Unido e Canadá), para o pagamento de indenizações relativas às propriedades desapropriadas pela revolução. Esses acordos foram o resultado de prolongadas negociações com cada país envolvido, de governo para governo. Os pagamentos foram efetuados em prestações e, em alguns casos, como o da Espanha, com a troca de produtos comerciais ao invés de dinheiro. Os Estados Unidos se recusam a participar de negociações com Cuba, e as corporações norte-americanas desapropriadas consideram insatisfatórios os termos dos acordos já realizados com outros cinco países.

## Governo Raúl Castro
Após ter permitido a venda de alguns produtos a cubanos, o governo de Raul Castro começou a ser melhor visto pela midia internacional, inclusive, com a expectativa de que Chanceleres europeus retirem as sanções contra Cuba.
Em junho de 2008 a União Europeia aceitou abrir mão das sanções diplomáticas contra Cuba abriu um processo de diálogo político incondicional com a ilha. A decisão foi tomada apesar dos pedidos dos Estados Unidos para que os países mantivessem uma postura dura contra Havana.

### Fim da exclusão da OEA
Em 3 de junho de 2009, a Organização dos Estados Americanos (OEA) aprovou por consenso a anulação da resolução de 1962, que expulsava a ilha da organização. Na época, a expulsão ocorreu sob pressão dos Estados Unidos, no contexto da Guerra Fria, quando a ilha se aproximava do bloco socialista soviético. Contudo todos os governos do continente restabeleceram contato com a ilha, com exceção dos EUA. A chanceler hondurenha, Patrícia Rodas,era quem presidia à Assembleia Geral. A proposta então foi aceita por aclamação. A decisão histórica permite sta que Cuba seja reincorporada caso manifeste vontade, embora o governo cubano já tenha declarado em várias ocasiões não ter interesse em retornar. No mesmo dia 3 de junho, o ex-presidente Fidel Castro, em artigo publicado no Granma, acusava a OEA de ter aberto as portas "ao cavalo de Troia [os Estados Unidos] que apoiou as reuniões de cúpula das Américas, o neoliberalismo, o narcotráfico, as bases militares e as crises econômicas." Nos últimos anos, governos de esquerda do sub-continente também têm defendido a formação de um grupo regional alternativo à OEA, sem a presença dos EUA.
Horas antes da resolução da assembleia da OEA, sete deputados americanos, a maioria deles republicanos, haviam apresentado um projeto de lei que suspende o apoio financeiro dos Estados Unidos à organização, caso Cuba seja readmitida como país-membro do grupo.